# لوتئین
لوتئین (به انگلیسی: Lutein) یک ترکیب شیمیایی با شناسه پاب‌کم ۵۲۸۱۲۴۳ است. که جرم مولی آن 568.871 g/mol می‌باشد. شکل ظاهری این ترکیب، بلورهای جامد نارنجی-قرمز است. لوتئین یکی از ششصد کاروتنوئید طبیعی شناخته شده‌است.
لوتئین به عنوان یک آنتی‌اکسیدان در برخی از مواد غذایی مانند سبزیجات برگ‌دار و تیره رنگ مانند کلم برگ و کاهو با برگ‌های سبز تیره یافت می‌شود. لوتئین در زرده تخم‌مرغ و ذرت نیز یافت می‌شود. این ماده مفید علاوه بر مقابله با بیماری‌های مهلکی مثل سرطان و تنگی عروق به پیشگیری از بیماری‌های چشمی و پوستی نیز کمک می‌کند. لوتئین به عنوان یک آنتی‌اکسیدان، از آسیب رساندن رادیکال‌های آزاد به سلول‌های بدن محافظت می‌کند.